# Diffa
Diffa es una ciudad y comuna urbana en el extremo sureste de Níger, cerca de la frontera del país con Nigeria. Es la cabeza administrativa tanto de la región de Diffa como del más pequeño departamento de Diffa. En diciembre de 2012, la comuna presentaba una población censada de 56 437 habitantes, de los cuales 29 410 eran hombres y 27 027 eran mujeres.
Diffa marca el final oriental de la sección pavimentada de la Route Nationale 1, la principal ruta este oeste que atraviesa Níger, aunque la sección entre Zinder y Diffa solo está parcialmente asfaltada en algunos tramos. La RN 1 continúa hacia el norte hasta N'guigmi, durante más de 100 km. Maïné-Soroa, la otra ciudad importante de la región, se encuentra a menos de 100 km al oeste de Diffa. La frontera con Nigeria, en la población nigeriana de Duji, está a 5.5 km al sur de Diffa. El  aeropuerto de Diffa se encuentra al norte de la ciudad.

## Motín del Ejército de 2002
En 2002, fue el centro del primer levantamiento militar en el país desde que el presidente Tandja Mamadou instituyó el gobierno civil y lideró un golpe del gobierno contra la prensa civil.